# Dicranomyia kobusi
Dicranomyia kobusi är en tvåvingeart som beskrevs av De Meijere 1904. Dicranomyia kobusi ingår i släktet Dicranomyia och familjen småharkrankar. Inga underarter finns listade i Catalogue of Life.